# Bordenwisser

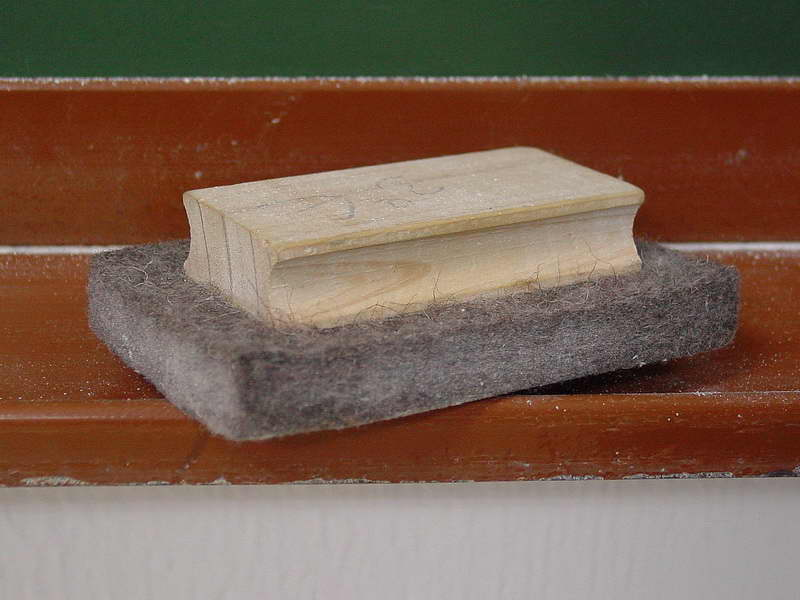

Een bordenwisser is een voorwerp waarmee een schoolbord kan worden schoongemaakt. Met de bordenwisser worden teksten of figuren gewist, die met schoolkrijt (een schrijfstift van gips) op het schoolbord zijn aangebracht.
De bordenwisser bestaat uit een houten blok als handvat (als bij een handborstel), waaraan een meestal vilten kussen is bevestigd. Als met de wisser over een bord wordt geveegd, blijft het krijt in het vilt hangen. Ook kan een natte (vaat)doek worden gebruikt. De bordenwisser wordt wel schoongemaakt door met een liniaal op het vilt te slaan. Het krijtstof wordt zo uit de wisser geslagen. Men kan ook de wisser tegen een muur slaan, om zo het stof eruit te krijgen. Aangeraden wordt om dit buiten te doen. Het inademen van dit stof is slecht voor de luchtwegen en sommigen zijn allergisch voor het krijtstof.
Als alternatief voor het traditionele schoolbord bestaat het whiteboard,  waarbij krijt noch bordenwisser nodig is. Daarnaast zijn er digitale schoolborden, borden die met een computer, een projector en een stylus worden bestuurd.